# ニラ・バラ
ニラ・バラは、ウッチャンナンチャンのウリナリ!!（日本テレビ）の番組で知られたインド人ダンサー2人組である。
南々見こと南原清隆率いるダンス音楽ユニット『ブランニュービスケッツ』のメンバーとして、ダンスやコーラスで活躍した。
南々見(南原)主演の映画『ナトゥ 踊る!ニンジャ伝説』では、ダンスマスター（メインの振り付け師）としてダンスの振り付けを行う他、自らダンサーとしても出演している。
ニラはその後、日本人女性と結婚、2005年から福岡市内にてインドダンス教室を始めた。
数々のイベントにも出演し、アコースティックユニットCICCAROLLのバックダンサーも行っている。
バラは単独でダンサーやダンス指導を継続。
2004年に南原清隆主演の舞台を鑑賞、楽屋へ応援に行き『久しぶりの兄貴との再会』をはたしている。
2006年に所属のオールテンポを離れてインドに帰国し、ダンスマスターとして活動している。

## CD
- 『ブランニュービスケッツ』 Partner"s"

## 映画
- 『ナトゥ 踊る!ニンジャ伝説（南々見組）』

## DVD
- ウッチャンナンチャンのウリナリ!!　ウリナリ祭り　等